# Prickly Pear Island
Prickly Pear Island är en ö i Antigua och Barbuda.   Den ligger i parishen Parish of Saint George, i den norra delen av landet, 7 kilometer nordost om huvudstaden Saint John's.